# Zekelita poliopera
Zekelita poliopera är en fjärilsart som beskrevs av George Francis Hampson 1902. Zekelita poliopera ingår i släktet Zekelita och familjen nattflyn. Inga underarter finns listade i Catalogue of Life.